# 克里斯蒂娜·基里切拉
克里斯蒂娜·基里切拉（義大利語：Cristina Chirichella，1994年2月10日—），意大利女子排球運動員，身高1米95，司職副攻。現時效力於意超豪門科內利亞諾女排俱樂部。她代表意大利出戰2018年世界女子排球錦標賽奪得銀牌。

## 獎項

### 國家隊
- 2018年世界女子排球錦標賽： - 亚军
- 2021年欧洲女子排球锦标赛： - 冠军
- 2022年女子排球國家聯賽： - 冠军

### 俱乐部
- 2019年欧洲女子排球冠军联賽： - 冠军（效力于 諾瓦拉女排俱乐部）